# Plei Ku Der
Plei Ku Der còn được viết là Plei-Kou-Derr hay Pleiku Derr, là một tỉnh cũ trong lịch sử Việt Nam, tồn tại chỉ trong 3 năm: 1904-1907.

## Lịch sử
Sau khi thực dân Pháp nắm được quyền cai trị Việt Nam, họ đã thực hiện hàng loạt các cuộc thám hiểm và chinh phục vùng đất Tây Nguyên. Trước đó, các nhà truyền giáo đã đi tiên phong lên vùng đất còn hoang sơ và chất phác này. Về danh nghĩa, vùng đất này vẫn thuộc quyền cai trị của Nam triều, nhưng trên thực tế, kể từ năm 1889 được đặt dưới quyền quản lý của Công sứ Quy Nhơn.
Năm 1892, chính quyền thực dân Pháp cho đặt tòa đại lý hành chính Kon Tum, do một giáo sĩ người Pháp là Vialleton (tên Việt: Truyền) phụ trách, trực thuộc tòa công sứ Bình Định.
Ngày 16 tháng 10 năm 1896, khâm sứ Trung Kỳ là Léon Jules Pol Boulloche đề nghị Cơ mật viện triều Nguyễn giao cho Pháp trực tiếp phụ trách an ninh tại các cao nguyên Trung Kỳ.
Năm 1899, thực dân Pháp buộc vua Đồng Khánh ban dụ ngày 16 tháng 10 trao cho chính quyền thực dân Pháp toàn quyền tổ chức hành chính và trực tiếp cai trị các dân tộc thiểu số ở đây.
Năm 1901, chính quyền thực dân Pháp đặt sở đại lý ở Trà Mi, tỉnh Quảng Ngãi để quản lý toàn vùng sơn cước bốn tỉnh Quảng Nam, Quảng Ngãi, Bình Định và Phú Yên. Tuy đây chưa phải là đất Cao nguyên nhưng được dùng làm cơ sở tiếp quản dần, tách rời vùng mạn ngược với miền xuôi.
Ngày 4 tháng 7 năm 1904, chính quyền thực dân Pháp thành lập tỉnh Plei Ku Der, bao gồm hai tòa đại lý hành chính là Kon Tum (trước đây thuộc Bình Định) và Cheo Reo (trước đây thuộc Phú Yên). Theo các nhà nghiên cứu, cách viết ban đầu từ "Plei-Kou-Derr" có thể thoát thai từ tiếng Jarai "Plơi Kơdưr" được phiên tự theo cách viết tiếng Pháp. "Plơi" tiếng Jarai nghĩa là "làng". Còn "Kơdưr" có hai nghĩa. Nghĩa thứ nhất là "hướng Bắc", nghĩa thứ hai là "trên cao". Cả hai nghĩa này đều phù hợp với vị trí của Pleiku. Bởi vì ngày xưa vùng đất sinh sống của người Jarai là phía Nam của Pleiku, từ Phú Thiện trở vào. Với nghĩa thứ hai, Pleiku là làng có độ cao hơn so với các làng khác của người Jarai. Như vậy, "Plơi Kơdưr" nghĩa là "làng Bắc" hoặc "làng thượng" (trên cao). Về việc phiên tự "Kơ" thành "Kou" có thể là do lúc đó chưa có ký tự "ơ" như ngày nay nên người ta dùng hai ký tự "ou" để đọc là "ơ". Còn "Dưr" được viết thành "Derr" có thể là do lúc đó chưa có ký tự "ư" nên viết thành "e".Cái tên "Plei-Kou-Derr" có thể là từ tiếng Jrai "Plơi Kơdưr Chư Hdrông" trong tiếng Jrai có nghĩa là "Những ngôi làng phía bắc núi Chư Hdrông" (tức Núi Hàm Rồng), có lẽ ám chỉ khu vực sinh sống của người Jarai nhóm Jrai Hdrông và Jarai A-ráp xung quanh núi lửa đã tắt Chư Hdrông.
Tuy nhiên, chỉ 3 năm sau, ngày 25 tháng 4 năm 1907, chính quyền thực dân Pháp lại bãi bỏ tỉnh Plei Ku Der. Toàn bộ đất đai của tỉnh Plei Ku Der gồm hai tòa đại lý hành chính Kon Tum và Cheo Reo được sáp nhập trở lại hai tỉnh Bình Định và Phú Yên như trước đó. Suốt thời gian tồn tại của mình, tỉnh Pleiku Derr đặt dưới quyền cai trị của một công sứ Pháp duy nhất: Leon Plantié.